# Bleikskoltane
Bleikskoltane är en kulle i Antarktis. Den ligger i Östantarktis. Norge gör anspråk på området. Toppen på Bleikskoltane är 2 070 meter över havet.
Terrängen runt Bleikskoltane är platt norrut, men söderut är den kuperad. Trakten är obefolkad. Det finns inga samhällen i närheten. 